# هتل ونوس
هتل ونوس (انگلیسی: The Hotel Venus؛‏ کره‌ای: 호텔 금성؛ ژاپنی: ホテル ビーナス) یک فیلم به زبان کره‌ای و ژاپنی محصول سال ۲۰۰۴ ژاپن به کارگردانی هیده‌تا تاکاهاتا است. این فیلم در ۶ مارس ۲۰۰۴ در ژاپن و در ۱۰ مارس ۲۰۰۴ در کره جنوبی منتشر شد.

## بازیگران
- تسویوشی کوساناگی در نقش چونان
- میکی ناکاتانی در نقش همسر
- ترویوکی کاگاوا در نقش پزشک
- پارک جونگ وو در نقش گای
- هویی کو تو در نقش سای
- جو اون جی در نقش سودا
- لی جون گی در نقش پسر
- ماساچیکا ایچیمورا در نقش ونوس
- ماساتو ایبو
- تاکاشی ماتسو در نقش صاحب گل فروشی
- ماسانوبو کاتسومورا
- یوجی تاناکا در نقش مرد پلیس ای
- پیت پلوم در نقش داستر
- ریزومو کانه‌کو در نقش معشوقه چونان
- جی هیون وو در نقش مرد پلیس